# 広州白雲国際空港

空港レイアウト

広州白雲国際空港（こうしゅうはくうんこくさいくうこう　中国語: 广州白云国际机场）は、中国・広東省広州市にある国際空港である。広州の都心の北30kmに位置する。空港コードは「CAN」（Cantonの略語）。

## 概要
中国国内では、北京首都国際空港、上海浦東国際空港に並ぶ、3大空港の1つ。中国民用航空総局 (CAAC)の中南管理局が置かれ、中国南方航空、中国国際航空と深圳航空が同空港をハブとしている。総面積は約1500万平方メートル。
2004年8月5日に開港し、都心にあった1933年開港の旧空港を置き換えた。同じ名称が採用され、空港コードも継承された。
2009年2月からは航空貨物大手のフェデックス・エクスプレスがアジアのハブ機能をフィリピンのスービック・ベイ国際空港から移転させている。
国際線制限区域内に中国工商銀行があり24時間現金のみ両替できるが、両替手数料が高い(2013年4月現在58元)。制限区域外では、国際線到着エリアのHSBCとシティバンクのATMはVISAとMasterCard、中央出発ロビー3F南東の中国農業銀行のATMはCirrus対応カードが24時間利用できる。
空港内にはホテル予約カウンターがあり、広州市内に限らず、深圳、珠海などのホテルも予約できる。空港に近接するホテルは、空港内にある南航明珠大酒店（実勢価格470元程度）、空港から10分ほどのところにある凱旋世紀空港酒店（実勢価格298元程度）などがあり、いずれも空港への送迎サービスを行っている。
広州白雲国際空港株式会社（Guangzhou Baiyun International Airport Company Limited）が所有し、広東省空港管理集団有限公司（Guangdong Airport Authority）が運営している。
統計(2012)
- 旅客数 48,309,410 (中国第3位)
- 貨物取扱量(トン) 1,248,763.8 (中国第4位)
- 発着回数 373,314 (中国第2位)

### ターミナル
ターミナル1は、延床面積52万㎡、メインターミナルの東西にエアサイドが木の枝のようにのびた構造をもっている。国際線の搭乗口は主に東側にある。
ターミナル2は、2018年にオープンした。延床面積は81万㎡。2023年、エアサイドが増築され、ターミナル1と連結した。これで全体の延床面積は156万㎡に拡大した。主に中国南方航空とスカイチームに属する航空会社が使用している。

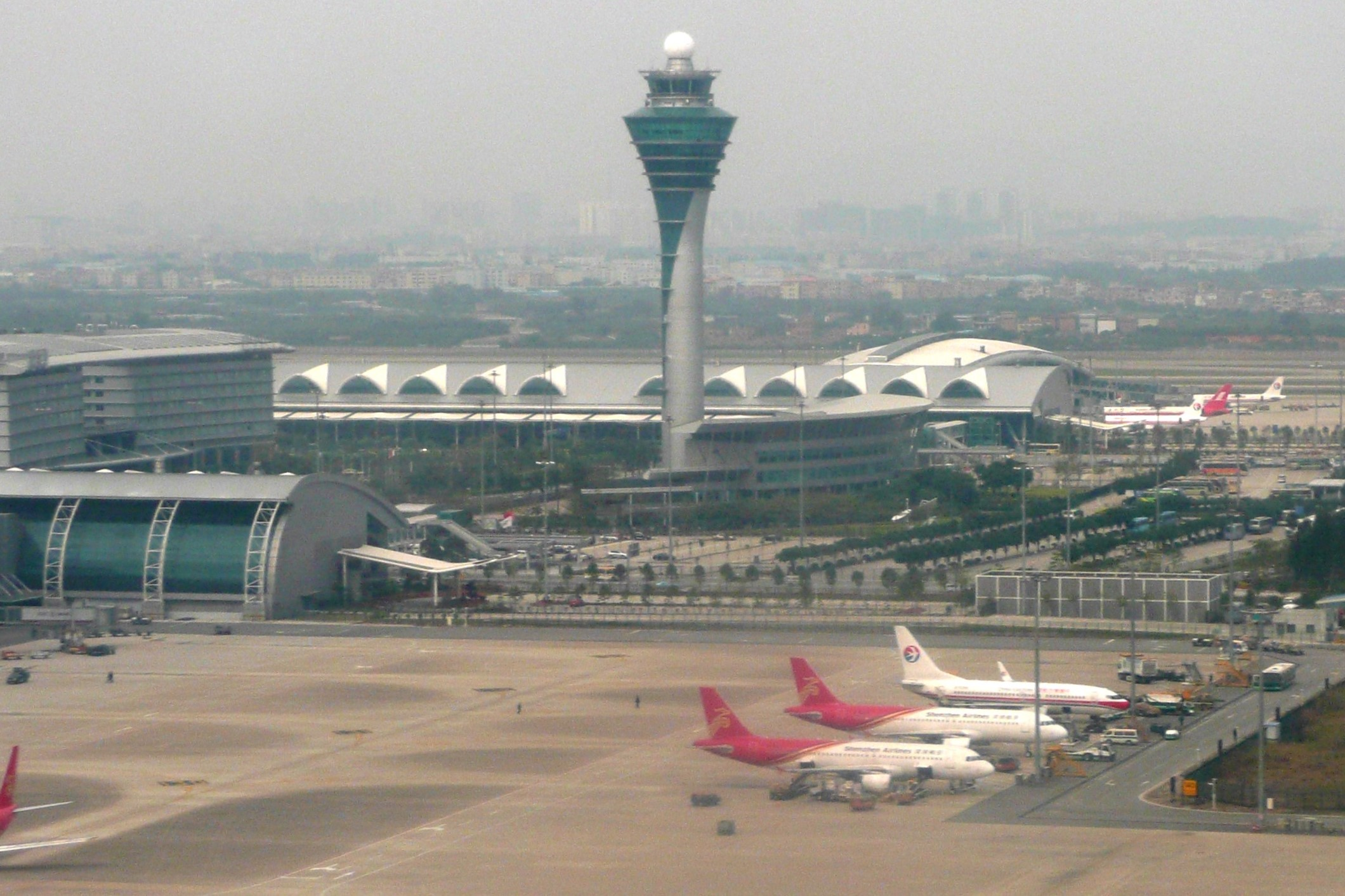
管制塔とターミナル1

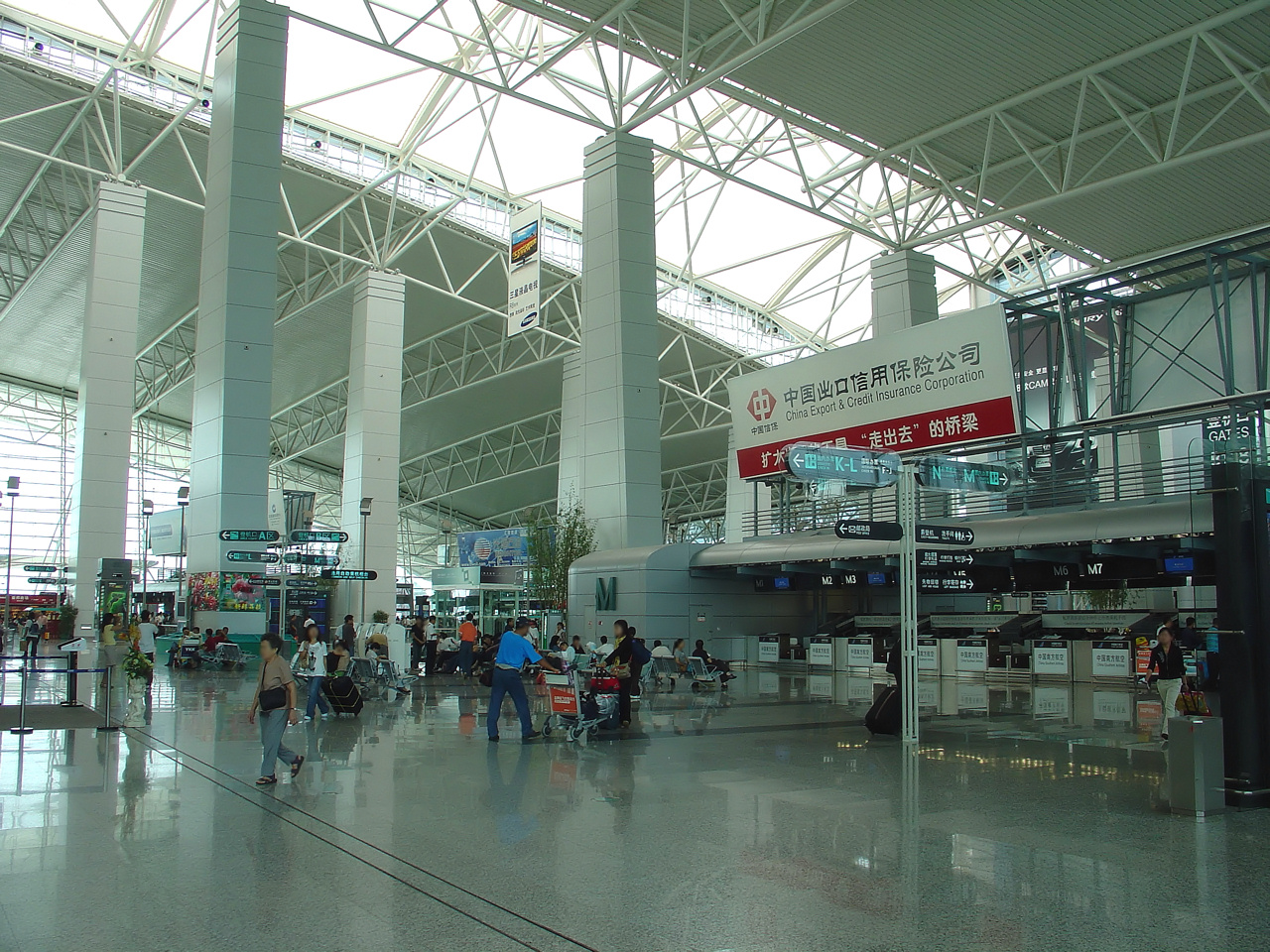
T１　国際線出発ロビー

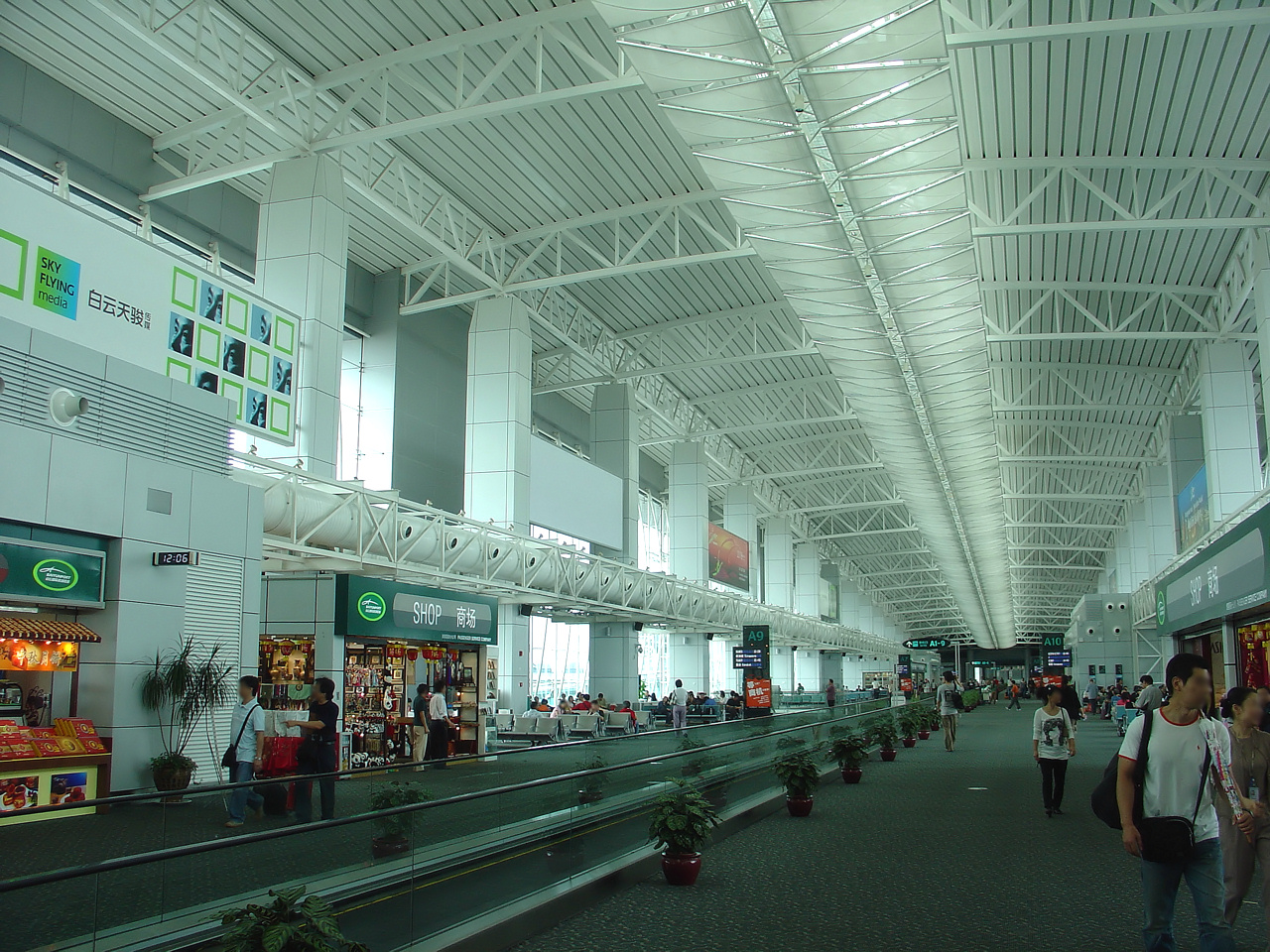
T１　国際線ゲートラウンジ

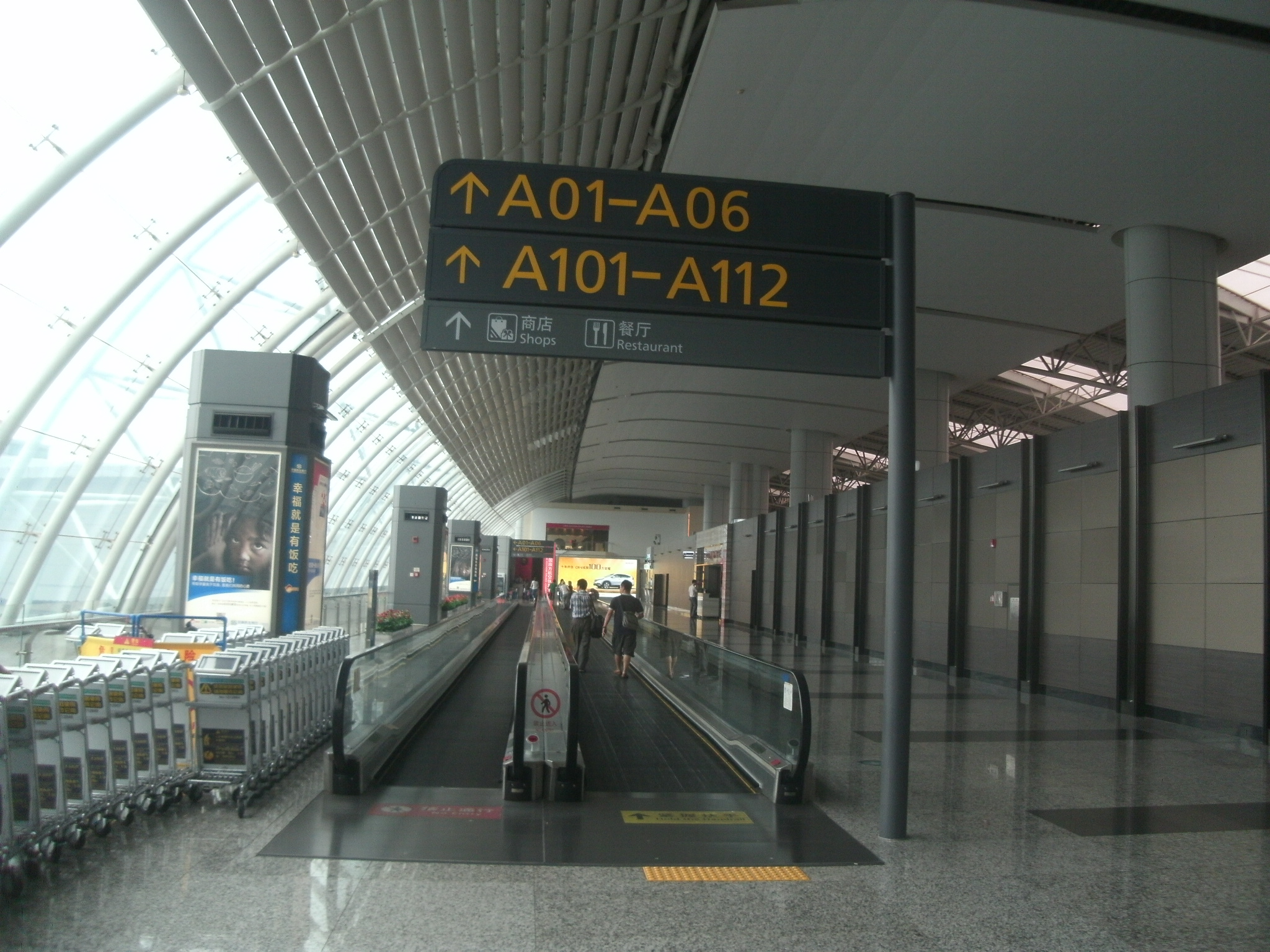
T１　出国審査直後の通路

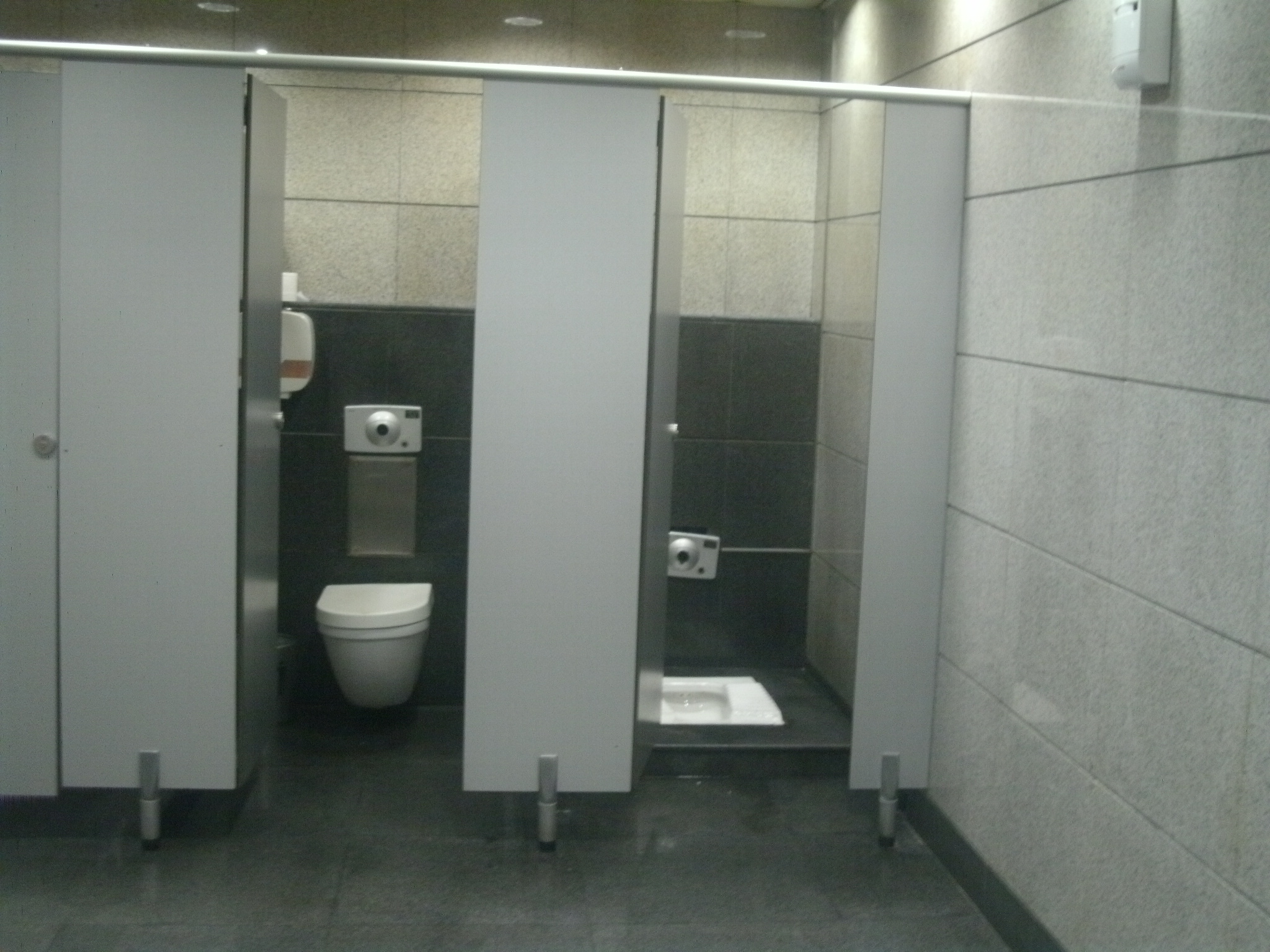
T１　国際線出国エリアの男子トイレ

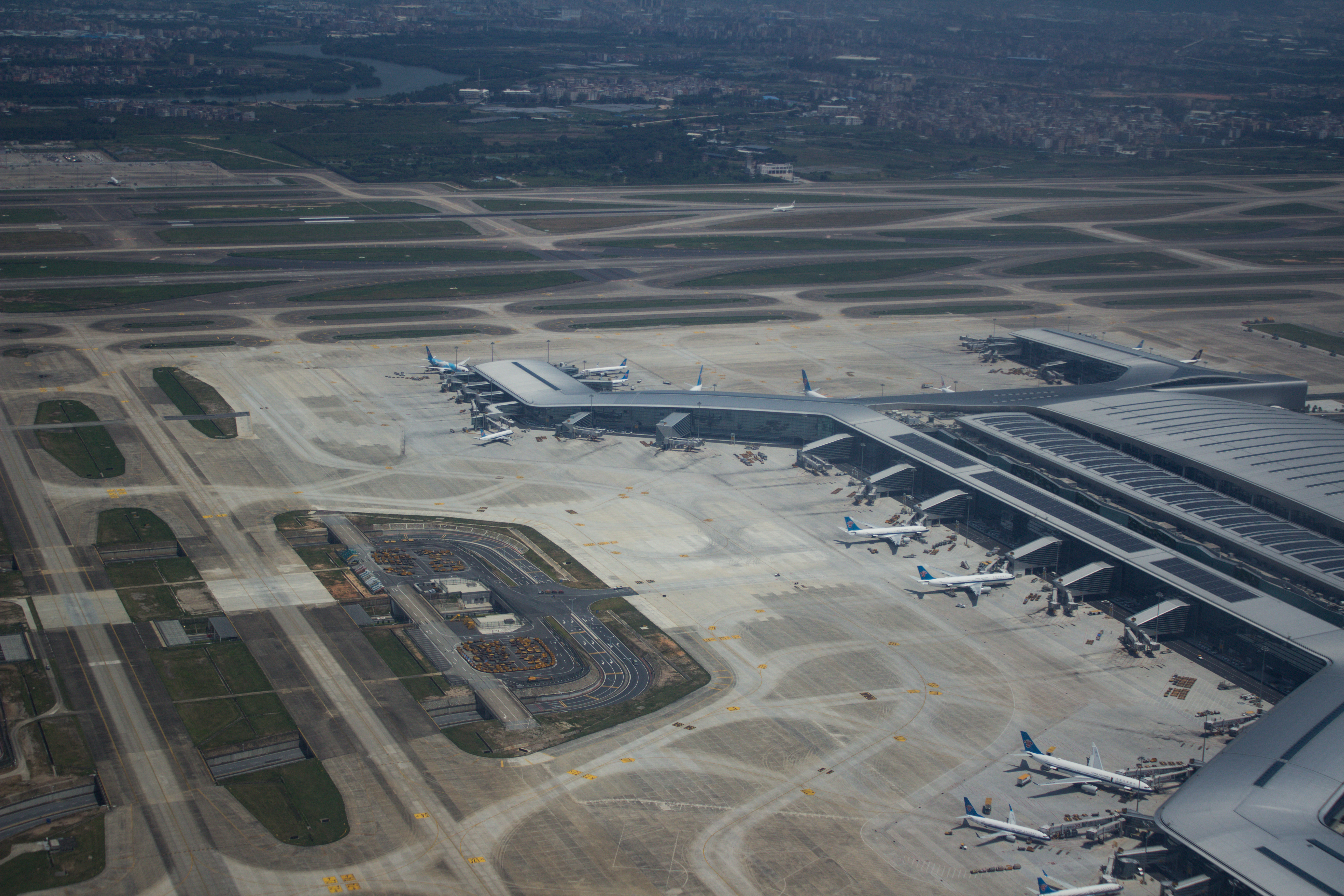
ターミナル2　外観

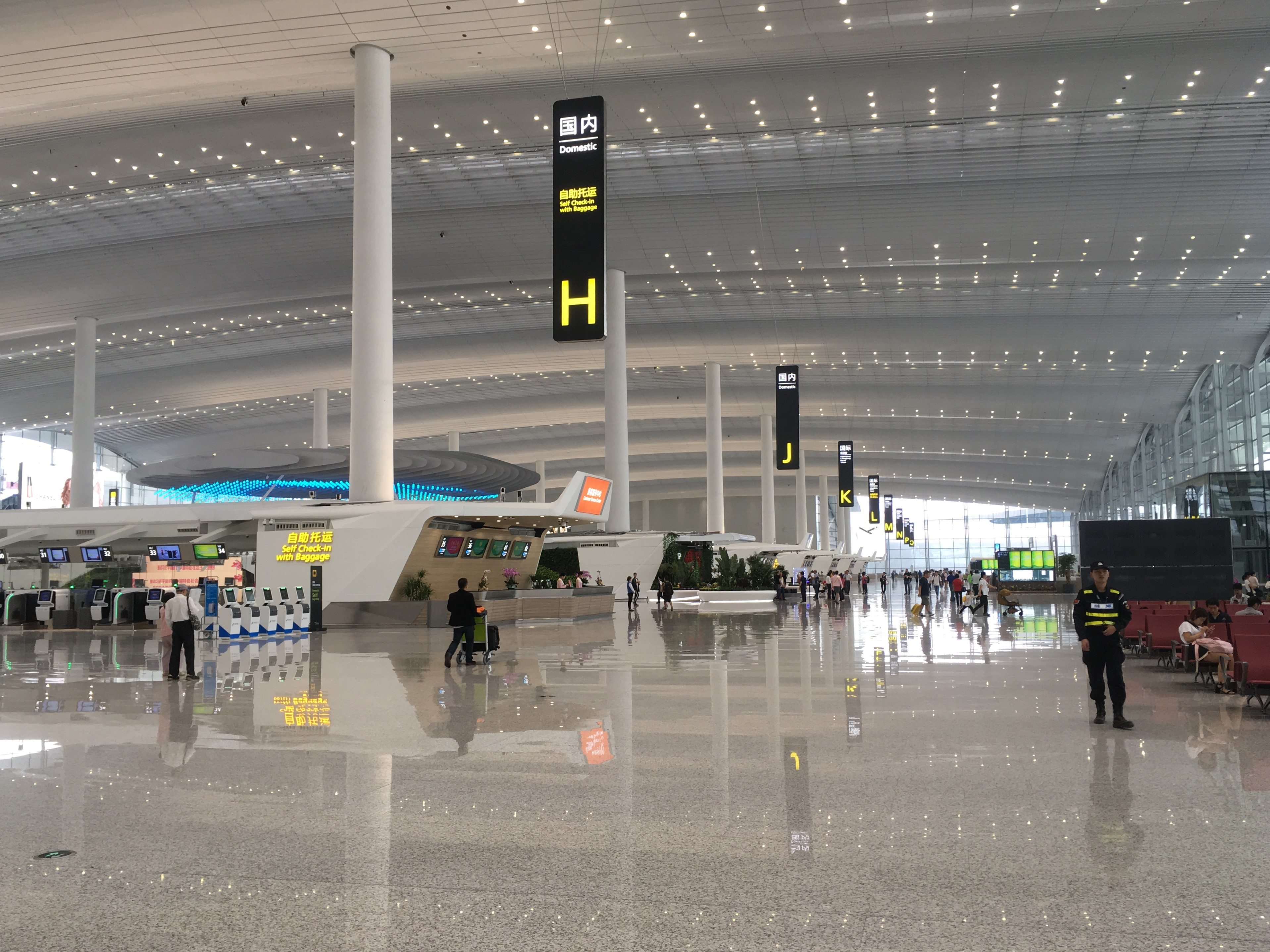
T２　出発ロビー

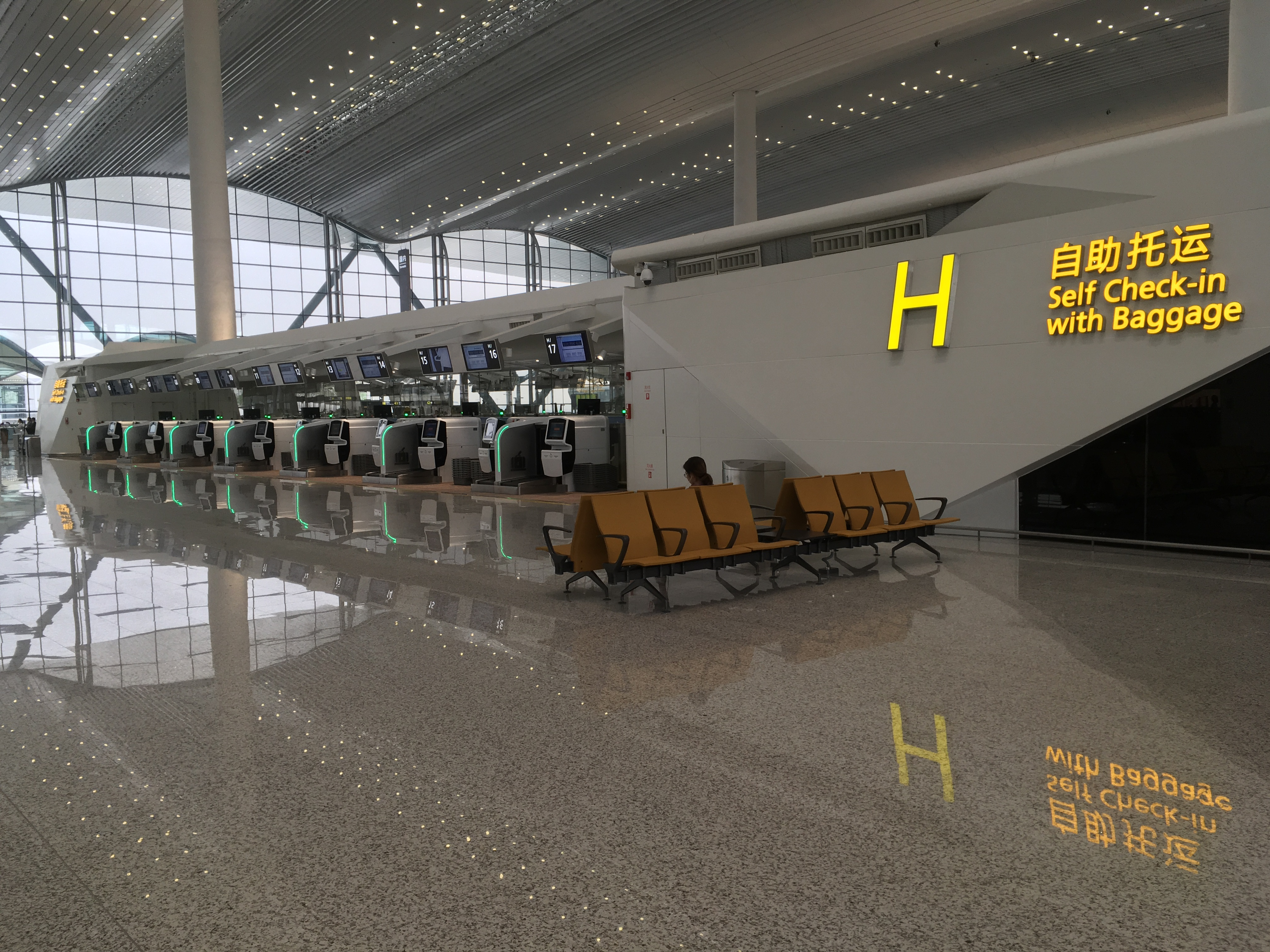
T２　セルフ チェックインカウンター

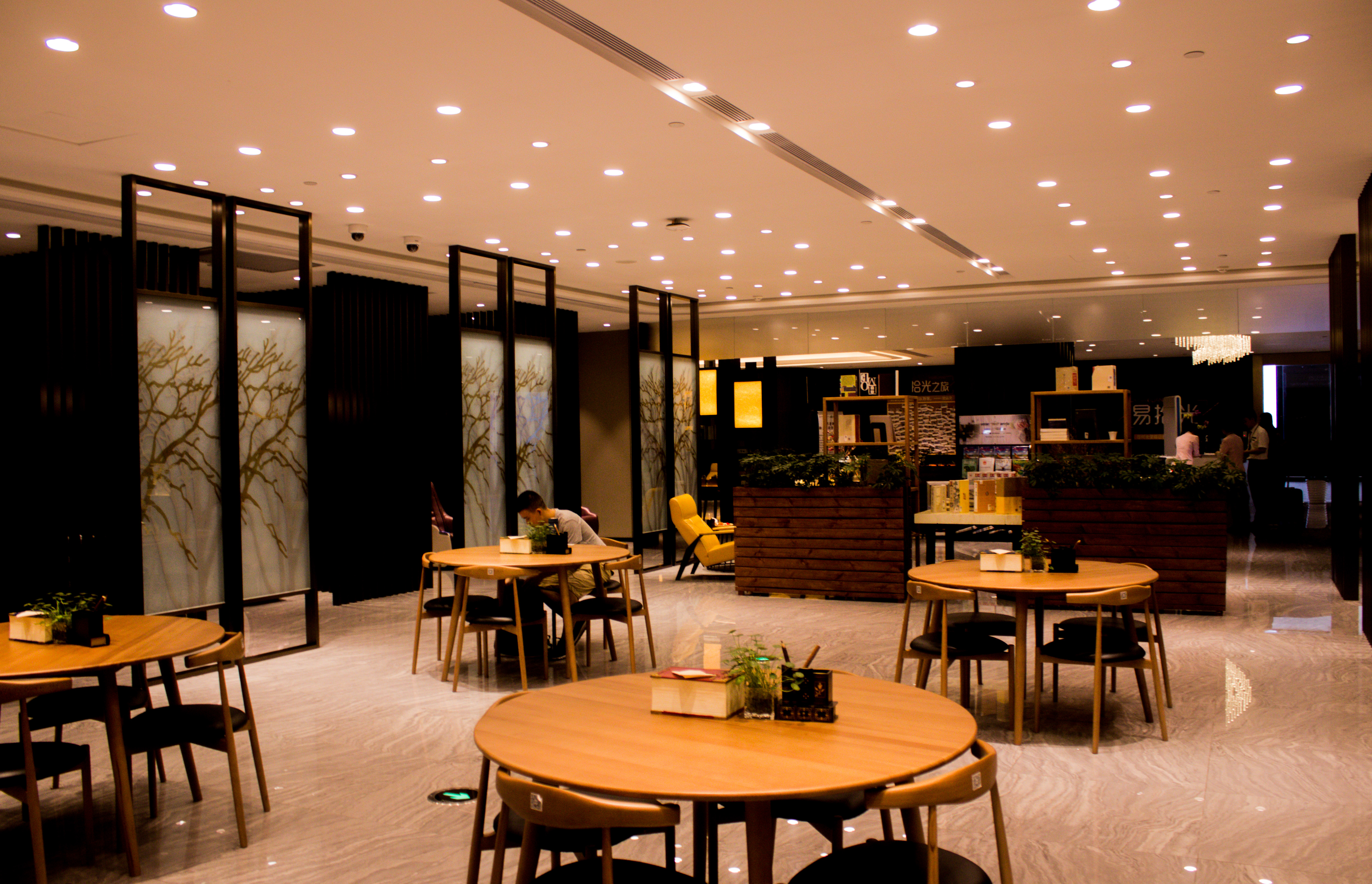
T２　ラウンジ

## 沿革
- 1933年夏 : 広州市白雲区白雲山西側に白雲空港（中国語版）開港。もともと軍事目的で計画されたが、後に民間航空用に改築された。
- 1978年以降 : 改革開放政策導入後急激に航空需要が伸び、8年連続で乗降客数が国内最大を記録した。また市街中心地に位置していたため拡張も出来ず、新空港建設が必要となった。
- 1992年 : 新空港の建設を開始。旧空港の5倍の敷地が確保された。
- 2004年8月5日 : 同名の旧空港から名称を引き継いで開港。旧空港は72年の歴史に幕を閉じた。空港跡地は広州駅から3kmで利便性が高いため再開発用地となった。
- 2009年 : 第2次建設計画が竣工予定。完成するとさらに面積は倍増する予定。
- 2010年 : 広州地下鉄3号線(北延線、機場線)が当空港まで延伸。機場南駅が開業。
- 2018年 : 第2ターミナルが完成。広州地下鉄3号線が機場北まで延伸。

## 就航航空会社と就航都市

### 国内線
| 航空会社     | 就航地 |
| ------------ | --- |
| 中国南方航空 | 北京/首都、上海/浦東、上海/虹橋、保山、北海、長春、長沙、常徳、汕頭、梅県、湛江、三亜、海口、厦門、福州、南昌、贛州、景徳鎮、北海、桂林、柳州、黎平、南寧、永州、懐化、貴陽、銅仁、武漢、宜昌、恩施、昆明、麗江、大理、香格里拉、石家荘、邯鄲、鄭州、洛陽、南陽、太原、長治、済南、威海、連雲港、徐州、塩城、南通、無錫、南京、杭州、寧波、温州、拉薩、西寧、西安、銀川、蘭州、ウルムチ、喀什、天津、大連、佳木斯、成都、重慶、大慶、茘波、赤峰、常州、丹東、大同、海拉爾、ハルビン、合肥、フフホト、ラサ、黄山、済寧、九寨、綿陽、牡丹江、南昌、南充、青島、斉斉哈爾、泉州、瀋陽、武夷山、梧州、襄陽、延吉、義烏、張家界、カラマイ |
| 中国国際航空 | 北京/首都、上海/浦東、上海/虹橋、成都、重慶、達州、広元、貴陽、杭州、フフホト、瀘州、天津、萬州、武漢、宜賓、運城 |
| 中国東方航空 | 上海/浦東、上海/虹橋、杭州、南京、蘭州、昆明、潞西、温州、青島、済南、黄岩、合肥、武漢、西安、無錫、海口、南昌、太原、宜昌、寧波、石家荘 |
| 中国聯合航空 | 北京/南苑 |
| 中国西部航空 | 重慶 |
| 北京首都航空 | 成都、重慶、海口、杭州、昆明、麗江、三亜、張家界 |
| 上海航空     | 上海/虹橋、桂林、杭州、南京、三亜、温州、厦門 |
| 海南航空     | 北京/首都、海口、三亜、西安、青島、厦門、鄭州、南昌、南京、杭州、合肥、瀋陽、太原、貴陽、天津、寧波、武漢、大連、銀川、ウルムチ、ハルビン、濰坊、唐山 |
| 重慶航空     | 重慶 |
| 成都航空     | 成都 |
| 四川航空     | 重慶、成都 |
| 春秋航空     | 上海/虹橋、石家荘 |
| 山東航空     | 済南、臨沂、青島、煙台 |
| 厦門航空     | 厦門、福州、泉州、武夷山 |

### 国際線
| 航空会社                     | 就航地 |
| ---------------------------- | --- |
| 中国南方航空                 | アジア : 台北/桃園、東京/羽田、東京/成田、大阪/関西、名古屋/中部、ソウル/仁川、ハノイ、ホーチミンシティ、ニャチャン、マニラ、バンコク/スワンナプーム、プーケット、チェンマイ、シンガポール、クアラルンプール、コタキナバル、ジャカルタ、スラバヤ、マナド、デンパサール、プノンペン、ヤンゴン、カトマンズ、ダッカ、イスラマバード、ラホール、アスタナ、ドバイ、バクー（ウルムチ経由)、リヤド(2025年9月2日より就航予定) 欧州 : パリ/ドゴール、アムステルダム、モスクワ/シェレメーチエヴォ、ロンドン/ヒースロー、フランクフルト、ローマ（季節運航）、ルクセンブルク（鄭州経由）、ブダペスト、ベオグラード 北米 : ロサンゼルス、ニューヨーク、サンフランシスコ、トロント、バンクーバー(2025年9月16日より運航再開予定) オセアニア : シドニー、メルボルン、ブリスベン、パース（季節運航)、アデレード（季節運航)、オークランド、クライストチャーチ（季節運航)、ポートモレスビー アフリカ : ナイロビ（長沙経由) |
| 九元航空                     | バンコク/スワンナプーム、ハノイ、ヴィエンチャン、大阪/関西(合肥または臨沂経由) |
| 深圳航空                     | ハノイ |
| 海南航空                     | 台北/桃園 |
| 春秋航空                     | 大阪/関西、福岡、済州、バンコク/スワンナプーム、チェンマイ、プーケット、ホーチミン、プノンペン |
| キャセイパシフィック航空     | 香港 |
| チャイナエアライン           | 台北/桃園 |
| エバー航空                   | 台北/桃園 |
| 日本航空                     | 東京/羽田 |
| 全日本空輸                   | 東京/羽田 |
| 大韓航空                     | ソウル/仁川 |
| アシアナ航空                 | ソウル/仁川 |
| MIATモンゴル航空             | 季節運航: ウランバートル |
| ベトナム航空                 | ハノイ、ホーチミンシティ |
| ベトジェットエア             | ハノイ、ホーチミンシティ |
| セブパシフィック航空         | マニラ |
| タイ国際航空                 | バンコク/スワンナプーム |
| タイ・エアアジア             | バンコク/ドンムアン |
| タイ・ライオン・エア         | バンコク/ドンムアン、チェンマイ |
| シンガポール航空             | シンガポール |
| スクート                     | シンガポール |
| マレーシア航空               | クアラルンプール |
| エアアジア                   | クアラルンプール、コタキナバル、ジョホールバル |
| マリンド・エア               | クアラルンプール |
| ガルーダ・インドネシア航空   | ジャカルタ |
| トランスヌサ航空             | ジャカルタ、デンパサール、マナド |
| ラオス国営航空               | ヴィエンチャン、パークセー |
| エア・カンボジア             | プノンペン |
| カンボジア航空               | プノンペン |
| ミャンマー国際航空           | ヤンゴン |
| ビーマン・バングラデシュ航空 | ダッカ |
| USバングラ航空               | ダッカ |
| スリランカ航空               | コロンボ |
| エア・アスタナ               | アルマトイ |
| セントラム・エア             | タシュケント |
| マーハーン航空               | テヘラン |
| イラク航空                   | バグダード |
| クウェート航空               | クウェート |
| ガルフ・エア                 | マスカット |
| カタール航空                 | ドーハ |
| エミレーツ航空               | ドバイ |
| サウディア                   | リヤド、ジェッダ |
| ターキッシュ エアラインズ    | イスタンブール |
| エジプト航空                 | カイロ |
| ケニア航空                   | ナイロビ、バンコク/スワンナプーム |
| エチオピア航空               | アディスアベバ |
| エア・タンザニア             | ダルエスサラーム（出発便はザンジバル経由） |
| アエロフロート・ロシア航空   | モスクワ/シェレメーチエヴォ |
| エア・セルビア               | ベオグラード |
| コンビアサ航空               | カラカス（モスクワ経由) |

## 就航都市

### 国内線（就航都市）
- 北京/首都、上海/浦東、北京/南苑、上海/虹橋、重慶、成都、大連、瀋陽、青島、杭州、南京、済南、厦門、天津、西安、昆明、武漢、長春、ハルビン、ウルムチ、フフホト、ラサ、厦門、石家荘、長沙、鄭州、太原、福州、無錫、桂林、南寧、煙台、三亜、海口、保山、北海、常徳、汕頭、梅県、湛江、南昌、贛州、景徳鎮、北海、柳州、黎平、永州、懐化、貴陽、銅仁、宜昌、恩施、麗江、大理、香格里拉、邯鄲、洛陽、南陽、長治、済南、威海、連雲港、徐州、塩城、南通、寧波、温州、拉薩、西寧、銀川、蘭州、喀什、佳木斯、大慶、茘波、赤峰、常州、丹東、大同、海拉爾、合肥、黄山、済寧、九寨、綿陽、牡丹江、南昌、南充、斉斉哈爾、泉州、武夷山、梧州、襄陽、延吉、義烏、張家界、達州、広元、瀘州、萬州、宜賓、運城、潞西、黄岩、宜昌、寧波、石家荘、濰坊、唐山、臨沂

### 国際線（就航都市）
- 東アジア
  -  香港
  -  中華民国 : 台北/桃園
  -  日本 : 東京/羽田、東京/成田、大阪/関西、名古屋/中部、福岡
  -  韓国 : ソウル/仁川、済州
  -  モンゴル : ウランバートル
- 東南アジア
  -  シンガポール
  -  マレーシア : クアラルンプール、コタキナバル、ジョホールバル
  -  タイ : バンコク/スワンナプーム、バンコク/ドンムアン、プーケット、チェンマイ
  -  ベトナム : ハノイ、ホーチミンシティ、ニャチャン
  -  フィリピン : マニラ
  -  カンボジア : プノンペン
  -  ミャンマー : ヤンゴン
  -  ラオス : ヴィエンチャン、パークセー
  -  インドネシア : ジャカルタ、デンパサール、スラバヤ、マナド
- 南アジア
  -  バングラデシュ : ダッカ
  -  ネパール : カトマンズ
  -  スリランカ : コロンボ
  -  パキスタン : イスラマバード、ラホール
- 中央アジア
  -  カザフスタン : アスタナ、アルマトイ
  -  ウズベキスタン : タシュケント
- 太平洋・オセアニア
  -  オーストラリア : シドニー、メルボルン、ブリスベン、パース、アデレード
  -  ニュージーランド : オークランド、クライストチャーチ
  -  パプアニューギニア : ポートモレスビー
- 中近東
  -  クウェート
  -  バーレーン
  -  カタール : ドーハ
  -  アラブ首長国連邦 : ドバイ
  -  サウジアラビア : リヤド、ジェッダ
  -  イラン: テヘラン
  -  イラク : バグダード
  -  トルコ : イスタンブール
  -  アゼルバイジャン : バクー
- アフリカ
  -  エジプト : カイロ
  -  エチオピア : アディスアベバ
  -  ケニア : ナイロビ
  -  タンザニア : ダルエスサラーム、ザンジバル
- ヨーロッパ
  -  イギリス : ロンドン/ヒースロー
  -  フランス : パリ/CDG
  -  オランダ : アムステルダム
  -  ドイツ : フランクフルト
  -  ルクセンブルク : ルクセンブルク（鄭州経由便）
  -  イタリア : ローマ
  -  ハンガリー : ブダペスト
  -  セルビア : ベオグラード
  -  ロシア : モスクワ/シェレメーチエヴォ
- 北アメリカ
  -  アメリカ合衆国 : ロサンゼルス、ニューヨーク、サンフランシスコ（武漢経由便もあり[7]）
  -  カナダ : トロント、バンクーバー(2025年9月16日より運航再開予定)
- 南アメリカ
  -  ベネズエラ : カラカス[14]（モスクワ経由便）

### 外国貨物航空会社
- エアージャパン : 東京/成田[15][16][17]
- フェデックス・エクスプレス - アジア地区の拠点空港としていたスービック・ベイ国際空港より移転している。専用の滑走路と管制タワーなど空港設備を保有。
- エティハド・クリスタルカーゴ : アブダビ

## アクセス
広州市花都区新華鎮と白雲区人和鎮の境界に位置し、中心部から28kmの距離にある。高速道路（広州機場高速公路）も通じており交通は比較的至便である。ただし、中国の大都市の例に漏れず、ここ数年の爆発的な交通量の増加に伴い、渋滞に巻き込まれることも多くなっており、特に空港に向かう場合には注意が必要となる。なお、2010年11月の広州アジア大会の開催に合わせ、同年10月30日に広州地下鉄3号線（機場線）・機場南駅が開業した。第2旅客ターミナルが完成した2018年4月26日に機場北駅まで延伸された。その後、2020年11月には粤港澳大湾区都市間鉄道の一部である広仏環状線の白雲機場北駅が開業している。
リムジンバス
空港快線と、機場快線の2社が運行している。
- 空港快線1号線　民航售票処（広州駅）行き
- 空港快線2号線　広運楼行き
- 空港快線3号線　芳村客運站行き
- 空港快線4号線　明珠大酒店行き
- 機場快線5号線　全球通大酒店行き
- 機場快線6号線　珠江新城行き
- 機場快線6号C線　広州東駅行き
- 機場快線7号線　番禺市橋行き
- 機場快線8号線　増城新塘行き

タクシー
- 料金 : 100元〜　所要時間 : 45分〜60分

鉄道
- 粤港澳大湾区都市間鉄道 白雲機場北駅

- 広州地下鉄3号線（北延線、機場線） 機場南駅（ターミナル1）、機場北駅（ターミナル2）